# El candidato (Lost)
«El candidato» (The Candidate su título original) es el decimocuarto episodio de la sexta temporada de la serie de televisión Lost. Fue transmitido el 4 de mayo de 2010 por ABC en Estados Unidos y por CTV en Canadá. El personaje principal es Jack Shephard.

## Trama

### En la realidad alterna
Jack despierta a John Locke y le pregunta si quiere que lo cure de su paraplejia, pero este no acepta. Jack desea conocer el motivo por el cual John se niega a operarse, e investiga la causa de su minusvalía. El dentista de Locke, Bernard, le dice que no le puede dar información pero que atendió también a un hombre llamado Anthony Cooper. Jack descubre que ese hombre, que es el padre de Locke, está en una residencia en estado vegetativo. Cuando Locke se está yendo del hospital, Jack le dice lo que ha descubierto. Locke le cuenta que el accidente que sufrieron su padre y él se produjo cuando Locke llevaba a su padre en avioneta, el mismo día que había obtenido la licencia de piloto. Jack intenta convencerle de que debe asumir que su padre ya no está y seguir su vida, pero Locke no le hace caso.

### En la isla
Jack despierta junto a Sayid, que lo ha salvado del bombardeo organizado por Widmore. El humo negro aparece y les dice que Widmore ha capturado a Sawyer, Claire, Kate, Lapidus, Hugo, Sun y Jin, y que tiene un plan para liberarlos y escapar en el avión de Ajira. Jack acepta ayudarle, pero insiste en que no se va a ir de la isla. Widmore ha encerrado a sus prisioneros en las jaulas de animales de la estación Hydra, Sayid apaga el generador eléctrico, desactivando las vallas sonar que impedían acercarse al Hombre de Negro. Este, transformado en el monstruo de humo, ataca a los hombres de Widmore, lo que permite a Jack liberar al grupo de Sawyer.
Todos juntos se dirigen al avión de Ajira, donde el Hombre de Negro, que ha llegado antes, les informa de que ha inspeccionado el interior del avión, descubriendo que Charles Widmore puso bombas para evitar que se fueran de la isla. Aunque el hombre de Negro desactiva las bombas no quiere correr el riesgo de utilizar el avión, por lo que decide escapar utilizando el submarino de Widmore. Mientras se dirigen a los muelles, Sawyer acuerda con Jack impedir al Hombre de Negro subir a bordo del submarino. Cuando llegan a los muelles, los hombres de Widmore empiezan a disparar desde la selva. Todos corren hacia el submarino pero Kate es alcanzada por un disparo. Jack empuja al Hombre de Negro al agua, como ha acordado con Sawyer, y lleva a Kate al submarino. Para evitar que el Hombre de Negro entre, el submarino zarpa sin que a Claire le de tiempo a entrar.
Cuando Jack abre su mochila para curar a Kate descubre que el Hombre de negro le ha puesto los explosivos del avión con un temporizador. Como no consiguen desactivar la bomba ni llegar a la superficie a tiempo, Sayid cuenta a Jack donde se encuentra Desmond y corre con la bomba para intentar evitar la destrucción completa del submarino, la bomba explota matando a Sayid. Rápidamente el submarino se inunda. Frank Lapidus es golpeado por una puerta tras la explosión, desconociéndose si sobrevivió o no. Sun se encuentra atrapada entre la estructura del submarino. Mientras Jin, Jack y Sawyer intentan liberarla, Hurley escapa llevando a Kate, que está inconsciente. 
Después de que Sawyer se quede inconsciente por un golpe, Jin convence a Jack para que se vaya con Sawyer. Él sigue intentando liberar a Sun a pesar de que ella le dice que se vaya. Él le dice a Sun que no la va a dejar. Se abrazan mientras el agua inunda el submarino, ahogándolos. Hurley, Kate, Jack y Sawyer, se encuentran en la playa. Mientras tanto, en los muelles, el Hombre de Negro le dice a Claire que el submarino se ha hundido pero no todos han muerto. Luego sale a "terminar lo que empecé".